# Административно-территориальное деление Краснобаковского района
В Краснобаковский район, в рамках административно-территориального устройства области, входят 6 административно-территориальных образований, в том числе 2 рабочих посёлка и 4 сельсовета.
В Краснобаковский муниципальный район, в рамках организации местного самоуправления, входят соответственно 6 муниципальных образований, в том числе 2 городских поселения и 4 сельских поселения.

## История
Первоначально в составе Краснобаковского района до 2009 года выделялись 2 рабочих посёлка и 9 сельсоветов. В рамках организации местного самоуправления в 2006—2009 гг. были образованы соответственно 2 городских и 9 сельских поселений: 
- Городские поселения (рабочие посёлки): р.п. Красные Баки, р.п. Ветлужский,
- Сельские поселения (сельсоветы): Дмитриевский, Зубилихинский, Кирилловский, Козловский, Носовской, Прудовский, Чащихинский, Чемашихинский, Шеманихинский.

В 2009 году были упразднены сельсоветы:
- Дмитриевский сельсовет — подчинён рабочему посёлку Ветлужский (включён в городское поселение рабочий поселок Ветлужский),
- Чемашихинский сельсовет — включён в Прудовский сельсовет,
- Козловский сельсовет — включён в Зубилихинский сельсовет,
- Кирилловский и Носовской сельсоветы — включены в Чащихинский сельсовет[6].

## Рабочие посёлки
| Образование                  | Населённые пункты в составе образования |
| ---------------------------- | --- |
| Рабочий посёлок Ветлужский   | р. п. Ветлужский д. Антропиха д. Безглядово д. Богатыриха д. Верхняя Сарафаниха с. Дмитриевское д. Заполица д. Здекино д. Кашниково д. Кологривка д. Красногор д. Овечкино д. Осиновка д. Сомиха |
| Рабочий посёлок Красные Баки | р. п. Красные Баки п. Затон п. Лесной Курорт |

## Сельсоветы
| Образование             | Населённые пункты в составе образования |
| ----------------------- | --- |
| Зубилихинский сельсовет | с. Зубилиха д. Арефино д. Березовец д. Вавилиха д. Вороватка д. Дуплиха д. Жуково д. Зотино д. Козлово д. Ляды с. Медведиха д. Михайлово д. Никитино д. Оньшино д. Потрохово д. Разгуляи д. Сенькино д. Текун д. Удельная Чащиха д. Усольцево д. Уткино д. Якушово |
| Прудовский сельсовет    | п. Пруды д. Баландиха д. Желтовка д. Зашильское д. Ивановское д. Лопатино д. Новая д. Патракеево с. Сквозники д. Сластники д. Слониха д. Софоново д. Труфаново д. Трухино с. Чемашиха д. Черепаниха п. Чибирь |
| Чащихинский сельсовет   | с. Чащиха д. Афанасиха д. Бажино д. Бараниха к. Боровский п. Быструха д. Ветошкино д. Высоковка поч. Вязовой д. Дерино п. Жаренский д. Заводь д. Зубово с. Ильинское д. Караси с. Кириллово д. Коростиха д. Кочеватово д. Лучкино д. Лысица поч. Межка д. Нижняя Сарафаниха д. Новоильинское поч. Новоядровский с. Носовая д. Перехватка п. Перехватка д. Подлысье д. Сиянье д. Субботино д. Теплухино д. Шижма д. Шилиха с. Ядрово |
| Шеманихинский сельсовет | п. Шеманиха п. Быстренский д. Красные Усады поч. Любимовский д. Потанино |

## Населённые пункты
В Краснобаковском районе 92 населённых пункта.
| №  | Населённый пункт   | Тип             | Население | Административно-территориальное (муниципальное) образование |
| -- | ------------------ | --------------- | --------- | ----------------------------------------------------------- |
| 1  | Антропиха          | деревня         | ↗27       | рабочий посёлок Ветлужский                                  |
| 2  | Арефино            | деревня         | ↘52       | Зубилихинский сельсовет                                     |
| 3  | Афанасиха          | деревня         | ↘137      | Чащихинский сельсовет                                       |
| 4  | Бажино             | деревня         | ↘4        | Чащихинский сельсовет                                       |
| 5  | Баландиха          | деревня         | ↘42       | Прудовский сельсовет                                        |
| 6  | Бараниха           | деревня         | ↘19       | Чащихинский сельсовет                                       |
| 7  | Безглядово         | деревня         | ↘13       | рабочий посёлок Ветлужский                                  |
| 8  | Березовец          | деревня         | ↘25       | Зубилихинский сельсовет                                     |
| 9  | Богатыриха         | деревня         | →0        | рабочий посёлок Ветлужский                                  |
| 10 | Боровский          | кордон          | →0        | Чащихинский сельсовет                                       |
| 11 | Быстренский        | посёлок         | ↘178      | Шеманихинский сельсовет                                     |
| 12 | Быструха           | посёлок         | ↘178      | Чащихинский сельсовет                                       |
| 13 | Вавилиха           | деревня         | ↘41       | Зубилихинский сельсовет                                     |
| 14 | Верхняя Сарафаниха | деревня         | ↗18       | рабочий посёлок Ветлужский                                  |
| 15 | Ветлужский         | рабочий посёлок | ↘4639     | рабочий посёлок Ветлужский                                  |
| 16 | Ветошкино          | деревня         | ↘17       | Чащихинский сельсовет                                       |
| 17 | Вороватка          | деревня         | ↘26       | Зубилихинский сельсовет                                     |
| 18 | Высоковка          | деревня         | ↘22       | Чащихинский сельсовет                                       |
| 19 | Вязовой            | починок         | →2        | Чащихинский сельсовет                                       |
| 20 | Дмитриевское       | село            | ↘335      | рабочий посёлок Ветлужский                                  |
| 21 | Дуплиха            | деревня         | ↘9        | Зубилихинский сельсовет                                     |
| 22 | Жаренский          | посёлок         | ↘6        | Чащихинский сельсовет                                       |
| 23 | Желтовка           | деревня         | ↘7        | Прудовский сельсовет                                        |
| 24 | Жуково             | деревня         | ↘20       | Зубилихинский сельсовет                                     |
| 25 | Заводь             | деревня         | ↘41       | Чащихинский сельсовет                                       |
| 26 | Заполица           | деревня         | →3        | рабочий посёлок Ветлужский                                  |
| 27 | Затон              | посёлок         | ↘242      | рабочий посёлок Красные Баки                                |
| 28 | Зашильское         | деревня         | ↘9        | Прудовский сельсовет                                        |
| 29 | Здекино            | деревня         | ↘7        | рабочий посёлок Ветлужский                                  |
| 30 | Зотино             | деревня         | ↘4        | Зубилихинский сельсовет                                     |
| 31 | Зубилиха           | село            | ↘358      | Зубилихинский сельсовет                                     |
| 32 | Зубово             | деревня         | ↘73       | Чащихинский сельсовет                                       |
| 33 | Ильинское          | село            | ↘24       | Чащихинский сельсовет                                       |
| 34 | Караси             | деревня         | ↘16       | Чащихинский сельсовет                                       |
| 35 | Кашниково          | деревня         | ↘3        | рабочий посёлок Ветлужский                                  |
| 36 | Кириллово          | село            | ↘337      | Чащихинский сельсовет                                       |
| 37 | Козлово            | деревня         | ↘77       | Зубилихинский сельсовет                                     |
| 38 | Кологривка         | деревня         | ↘15       | рабочий посёлок Ветлужский                                  |
| 39 | Коростиха          | деревня         | →0        | Чащихинский сельсовет                                       |
| 40 | Кочеватово         | деревня         | →0        | Чащихинский сельсовет                                       |
| 41 | Красногор          | деревня         | ↘21       | рабочий посёлок Ветлужский                                  |
| 42 | Красные Баки       | рабочий посёлок | ↗7348     | рабочий посёлок Красные Баки                                |
| 43 | Красные Усады      | деревня         | ↘31       | Шеманихинский сельсовет                                     |
| 44 | Лесной Курорт      | посёлок         | ↘229      | рабочий посёлок Красные Баки                                |
| 45 | Лопатино           | деревня         | ↘8        | Прудовский сельсовет                                        |
| 46 | Лучкино            | деревня         | ↘12       | Чащихинский сельсовет                                       |
| 47 | Лысица             | деревня         | ↘87       | Чащихинский сельсовет                                       |
| 48 | Любимовский        | починок         | ↘11       | Шеманихинский сельсовет                                     |
| 49 | Ляды               | деревня         | ↘8        | Зубилихинский сельсовет                                     |
| 50 | Медведиха          | село            | ↘13       | Зубилихинский сельсовет                                     |
| 51 | Межка              | починок         | ↘0        | Чащихинский сельсовет                                       |
| 52 | Михайлово          | деревня         | ↘11       | Зубилихинский сельсовет                                     |
| 53 | Нижняя Сарафаниха  | деревня         | →4        | Чащихинский сельсовет                                       |
| 54 | Никитино           | деревня         | →0        | Зубилихинский сельсовет                                     |
| 55 | Новоильинское      | деревня         | ↘37       | Чащихинский сельсовет                                       |
| 56 | Новоядровский      | починок         | ↘1        | Чащихинский сельсовет                                       |
| 57 | Носовая            | село            | ↘522      | Чащихинский сельсовет                                       |
| 58 | Овечкино           | деревня         | ↘4        | рабочий посёлок Ветлужский                                  |
| 59 | Оньшино            | деревня         | ↗45       | Зубилихинский сельсовет                                     |
| 60 | Осиновка           | деревня         | ↘8        | рабочий посёлок Ветлужский                                  |
| 61 | Патракеево         | деревня         | ↘1        | Прудовский сельсовет                                        |
| 62 | Перехватка         | деревня         | →0        | Чащихинский сельсовет                                       |
| 63 | Перехватка         | посёлок         | ↘43       | Чащихинский сельсовет                                       |
| 64 | Подлысье           | деревня         | ↘8        | Чащихинский сельсовет                                       |
| 65 | Потанино           | деревня         | ↗2        | Шеманихинский сельсовет                                     |
| 66 | Потрохово          | деревня         | ↘140      | Зубилихинский сельсовет                                     |
| 67 | Пруды              | посёлок         | ↘3274     | Прудовский сельсовет                                        |
| 68 | Разгуляи           | деревня         | ↘7        | Зубилихинский сельсовет                                     |
| 69 | Сенькино           | деревня         | ↗18       | Зубилихинский сельсовет                                     |
| 70 | Сиянье             | деревня         | →0        | Чащихинский сельсовет                                       |
| 71 | Сквозники          | село            | ↘16       | Прудовский сельсовет                                        |
| 72 | Сластники          | деревня         | ↘7        | Прудовский сельсовет                                        |
| 73 | Слониха            | деревня         | ↘20       | Прудовский сельсовет                                        |
| 74 | Сомиха             | деревня         | ↘39       | рабочий посёлок Ветлужский                                  |
| 75 | Софоново           | деревня         | ↘11       | Прудовский сельсовет                                        |
| 76 | Субботино          | деревня         | ↘10       | Чащихинский сельсовет                                       |
| 77 | Текун              | деревня         | ↘35       | Зубилихинский сельсовет                                     |
| 78 | Теплухино          | деревня         | ↘40       | Чащихинский сельсовет                                       |
| 79 | Труфаново          | деревня         | →0        | Прудовский сельсовет                                        |
| 80 | Трухино            | деревня         | ↘4        | Прудовский сельсовет                                        |
| 81 | Удельная Чащиха    | деревня         | ↗55       | Зубилихинский сельсовет                                     |
| 82 | Усольцево          | деревня         | ↘44       | Зубилихинский сельсовет                                     |
| 83 | Уткино             | деревня         | ↗6        | Зубилихинский сельсовет                                     |
| 84 | Чащиха             | село            | ↘506      | Чащихинский сельсовет                                       |
| 85 | Чемашиха           | село            | ↘276      | Прудовский сельсовет                                        |
| 86 | Черепаниха         | деревня         | ↘22       | Прудовский сельсовет                                        |
| 87 | Чибирь             | посёлок         | ↘570      | Прудовский сельсовет                                        |
| 88 | Шеманиха           | посёлок         | ↘1253     | Шеманихинский сельсовет                                     |
| 89 | Шижма              | деревня         | ↘21       | Чащихинский сельсовет                                       |
| 90 | Шилиха             | деревня         | ↘3        | Чащихинский сельсовет                                       |
| 91 | Ядрово             | село            | ↘103      | Чащихинский сельсовет                                       |
| 92 | Якушово            | деревня         | ↗6        | Зубилихинский сельсовет                                     |